# Gyronotus glabrosus
Gyronotus glabrosus är en skalbaggsart som beskrevs av Clarke H. Scholtz och Henry Fuller Howden 1987. Gyronotus glabrosus ingår i släktet Gyronotus och familjen bladhorningar. Inga underarter finns listade i Catalogue of Life.